# Кроттендорф
Кроттендорф (нім. Crottendorf) — громада в Німеччині, розташована в землі Саксонія. Входить до складу району Рудні Гори.
Площа — 36,46 км2. Населення становить 3976 ос. (станом на 31 грудня 2020).